# 奧蘭多·瓊斯
奧蘭多·瓊斯（英語：Orlando Jones，1968年4月10日—），美國男演員和獨角喜劇演員。他較著名的是電視喜劇《瘋電視》（1995年至1997年）的原班人馬之一，以及在1999至2002年間擔任汽水品牌七喜的代言人。

## 早期生活
奧蘭多·瓊斯出生於阿拉巴馬州圖爾明維爾。他的父親是費城費城人的職業棒球運動員。青少年時期的他於1985年搬到南卡羅來納州莫爾丁，並於當年畢業於莫爾丁高中。他早期的演藝經歷之一就是在鬼屋裡扮演一名狼人，以幫忙籌集舞會的資金。之後，瓊斯就讀了位於南卡羅來納州的查爾斯頓學院，但他於1990年離開而沒有完成他的學位。
為了追求他對娛樂業的興趣，瓊斯和喜劇演員麥可·費希特（Michael Fechter）一起創立了廣告公司Homeboy's Productions and Advertising。兩人也一同參與了幾個項目，包括麥當勞與籃球巨星麥可·喬丹的商業廣告——麥當勞的特色三明治「McJordan」。

## 個人生活
瓊斯於2009年與前模特兒賈奎琳·史塔普（Jacqueline Staph）結婚。夫妻倆育有一女。2011年10月，瓊斯在Twitter上開玩笑說有人應該殺了前阿拉斯加州州長兼莎拉·佩林，這引發了爭議。幾天後，他為該言論道歉。

## 外部連結
- 官方网站
- 奧蘭多·瓊斯在互联网电影资料库（IMDb）上的資料（英文）